# Amelia Barquín
Amelia Barquín López (Bilbao, 5 de julio de 1965) es filóloga y profesora de la Universidad  de Mondragón, en la Facultad de Humanidades y Ciencias de la Educación, donde enseña Educación intercultural.

## Biografía
Se doctoró en Filología Hispánica en 1996.
Desde 2002 es profesora de la Universidad Mondragon. En la universidad coordina el grupo ELEA de la Facultad de Humanidades y de las Ciencias de Educación de esa Universidad. Ese grupo de investigación estudia desde 2002 el aprendizaje y enseñanza en los contextos multiculturales.

### Trayectoria investigadora

#### Multiculturalidad en el País Vasco
Ha investigado sobre las enseñanza y aprendizaje de las lenguas en contextos multilingües, la enseñanza de la religión, el papel de las administraciones en educación y la percepción del profesorado ante la inmigración y el alumnado inmigrante.

#### Uso no sexista del lenguaje
Es autora del libro monográfico Euskararen Erabilera Ez Sexista ('Uso No Sexista del Lenguaje en Euskera') publicado por el Instituto Vasco de la Mujer (Emakunde) en 2008. Asimismo, ha investigado sobre los estereotipos de mujeres y hombres y su influencia en el uso de la lengua.

#### El reparto de los espacios y el uso no sexista
Ha reflexionado sobre el diseño de los baños y su uso, superando la separación del género de manera binaria.
Además, ha tratado otros temas, sobre los que ha impartido conferencias y ha escrito artículos y libros: la igualdad entre géneros; el uso de las lenguas, su clase y su origen; la educación inclusiva y la literatura sefardí del siglo XX (tema en el que se doctoró).